# فرانز ويغنر
فرانز ويغنر (بالألمانية: Franz Wegner)‏ هو فيزيائي وأستاذ جامعي ألماني، ولد في 15 يونيو 1940 في ديساو في ألمانيا.